# Juliano Mer-Khamis
Juliano Mer-Khamis (Nazaré, 29 de maio de 1958 — Jenin, 4 de abril de 2011) foi um ator, cineasta e ativista político israelense, de ascendência mista, judia e cristã. Foi assassinado em Jenin, por um atirador mascarado.
A mãe do cineasta, Arna Mer-Khamis, era uma ativista de direitos humanos judia, e o pai, Saliba Khamis, árabe e cristão, foi um membro proeminente do Maki nos anos 1950. Seu avô materno, Gideon Mer, foi um cientista lituano, pioneiro do estudo da malária, na época do Mandato Britânico da Palestina.
Como ator, Juliano ficou mais conhecido por seus papéis no teatro e no cinema, principalmente em Israel.
Arna Mer-Khamis criou o Teatro da Liberdade, para as crianças do campo de refugiados de Jenin. A partir de 2006, Juliano continuou o trabalho de sua mãe, administrando o teatro, juntamente com um ex-líder do grupo radical palestino Brigadas dos Mártires de Al-Aqsa Zakaria Zubeidi (que resolveu abandonar o caminho da violência), o ativista  Jonatan Stanczak e o artista Dror Feiler, ambos sueco-israelenses.
Nos últimos sete anos, Juliano vivia no campo  de Jenin, embora tivesse uma casa em Haifa. Foi morto com cinco tiros disparados por um atirador mascarado, em frente ao teatro.
Juliano Mer-Khamis tinha 52 anos, era casado com Jenny Nyman, e tinha um filho. Sua mulher Jenny estava grávida de gêmeos. Juliano foi sepultado ao lado de sua mãe, no kibutz Ramot Menashe. Um palestino suspeito foi detido e posteriormente liberado. O responsável pelo crime nunca foi apontado.
Após a morte de Juliano, Stanczak continuou como diretor do Teatro da Liberdade, mas, assim como a maioria das pessoas vinculadas ao Teatro, permanece sob constante vigilância das Forças de Defesa de Israel, sendo frequentemente detido para averiguações. Foi o que ocorreu com Nabil al-Raee, o diretor artístico do teatro - levado de sua casa, de madrugada, em junho de 2012. Zakaria Zubeidi, por sua vez, fora detido um mês antes, pela Autoridade Palestina. Em julho, Raee foi julgado por um tribunal militar israelense, sob a acusação de posse ilegal de armas. Tanto Zubeidi como Raee entraram em greve de fome, e Raee acabou sendo liberado sob fiança.